# Katharine Gelber
Katharine Gelber ist eine Politikwissenschaftlerin, die als Professorin an der australischen University of Queensland forscht und lehrt. 2010/11 amtierte sie als Präsidentin der Australian Political Studies Association.

## Werdegang und Wirken
Gelber machten ein erstes Bachelor-Examen an der University of Tasmania und ein zweites an der University of Sydney, dort wurde sie auch zur Ph.D. promoviert.  Von Oktober bis Dezember 2024 war sie Gastprofessorin an der University of Cambridge. 
Sie forscht zu Problemen der Redefreiheit und der Regulierung des öffentlichen Diskurses.

## Schriften (Auswahl)
- Speaking back. The free speech versus hate speech debate. J. Benjamins Pub. Co., Amsterdam/Philadelphia 2002, ISBN 1588111881.
- Mit Ariadne Vromen und Anika Gauja: Powerscape. Contemporary Australian politics. 2. Auflage,  Allen & Unwin, Crows Nest 2009, ISBN 978-1-741-75625-8.
- Free speech after 9/11. Oxford University Press, Oxford 2016, ISBN 978-0-198-77779-3.